# Atropha bredoi
Atropha bredoi là một loài tò vò trong họ Ichneumonidae.